# 김지원 (아나운서)
김지원(金智源, 1988년 3월 3일 ~ )은 대한민국의 전직 KBS 아나운서 출신 방송인이다.

## 학력
- 대일외국어고등학교 일본어과 졸업
- 연세대학교 신문방송학과 학사

## 경력

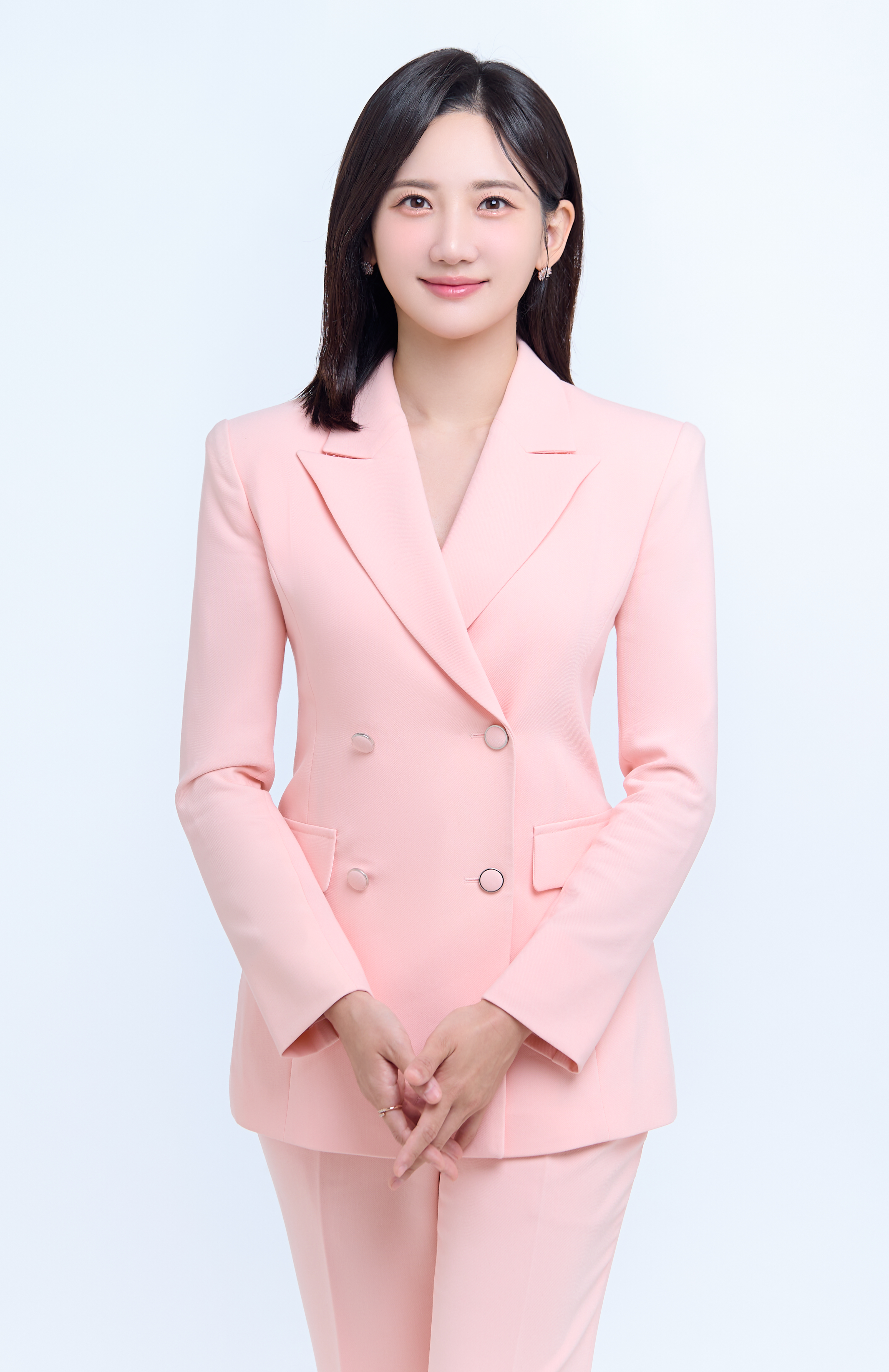
공식 프로필

- 2012년 12월 ~ 2021년 1월 15일   KBS 아나운서실 아나운서
- 2016년   희망브리지 전국재해구호협회 희망대사
- 2022년 2월   MC숲 엔터테인먼트 대표 / 아카데미 나인 대표[1]
- 2022년  연세대학교 커리어 멘토
- 2023년 봄온 아카데미, 봄온 엔터테인먼트 대표이사

## 진행 TV 프로그램
| 연도 (기간) | 방송 채널 | 제목                                              | 담당     | 진행 기간                          | 비고                                                                                             |
| ----------- | --------- | ------------------------------------------------- | -------- | ---------------------------------- | ------------------------------------------------------------------------------------------------ |
| 2014        | KBS1      | KBS 5시 뉴스                                      | 진행     | 2014년 7월 13일 ~ 2014년 12월 28일 | 일요일                                                                                           |
| 2015        | KBS2      | TV유치원 콩다콩                                   | 콩나언니 | 2015년 1월 5일 ~ 3월 30일          |                                                                                                  |
| 2015        | KBS1      | 6시 내고향                                        | 출연     | 8월 6일                            |                                                                                                  |
| 2013 ~ 2015 | KBS1      | 도전! 골든벨                                      | 진행     | 2015년 4월 5일 ~ 2017년 5월 28일   | 763회 경기 오산시 세마고~869회(가정의 달 2부 - 2학교 이상(남학교 재도전,여학생 3번 이상 재도전)) |
| 2015        | KBS1      | KBS 뉴스특보                                      | 특별진행 |                                    |                                                                                                  |
| 2015        | KBS1      | 안녕 우리말                                       | 출연     |                                    | 8회                                                                                              |
| 2017        | KBS1      | TV비평 시청자데스크                               | 임시패널 | 2017년 9월 1일                     | 741회 시청자의 눈 (임시 패널)                                                                    |
| 2015 ~ 2016 | KBS1      | KBS 뉴스광장                                      | 첫진행   | 2015년 10월 3일 ~ 2016년 9월 24일  | 토요일                                                                                           |
| 2017 ~ 2018 | KBS1      | KBS 뉴스광장                                      | 재진행   | 2017년 7월 1일 ~ 2018년 3월 3일    | 토요일                                                                                           |
| 2016        | KBS1      | 전국노래자랑                                      | 특별진행 | 9월 18일                           | 2016 추석특집 - 세계대회                                                                         |
| 2016        | KBS1      | 전국노래자랑                                      | 특별진행 | 12월 25일                          | 2016 연말결선                                                                                    |
| 2018        | KBS1      | KBS 스포츠 9                                      | 진행     |                                    | 평일, 주말                                                                                       |
| 2018        | KBS1      | KBS 뉴스 9                                        | 진행     | 4월 21일 ~ 12월 30일               | 주말                                                                                             |
| 2018        | KBS1      | 2018 지방선거 선택 대한민국 우리의 미래 (1부~3부) | 진행     | 2018년 6월 13일                    | 수요일                                                                                           |
| 2018 ~ 2020 | KBS2      | KBS 글로벌 24                                     | 진행     | 2018년 9월 17일 ~ 2020년 1월 9일   |                                                                                                  |
| 2018 ~ 2020 | KBS2      | 2TV 생생정보                                      | 내레이션 |                                    |                                                                                                  |
| 2019        | KBS1      | 아침마당                                          | 출연     | 2월 20일                           | 8312회 <전국 이야기 대회 - 도전! 꿈의 무대>                                                      |
| 2019        | KBS1      | KBS 스페셜 - 어른들은 모르는 Z세대의 삶           | 내레이션 |                                    |                                                                                                  |
| 2019        | KBS1      | KBS 스페셜 - 경제수다 한국경제가 왜 그럴까        | 내레이션 |                                    |                                                                                                  |

1. ↑  前 KBS 기상캐스터 이세라와 공동창업
2. ↑  85회 진행자(손미나 전 아나운서의 여자MC)의 출신 학교이며, 771회 방송분의 수원시 지역 최초로 재도전한 학교(수원시 영생고, 첫도전 당시 1회 독립편성 1회 이후)가 아닌 전북 전주시(전주영생고, 첫도전 당시 70회)로 변경, ※ 참고로 재도전에 참가할 간격은 5,749일만이 참가해야 했던 학교였다.  774회 방송분은 서울 서대문구 지역이 아닌 전북 전주시(전주중앙여고)이며 109대 골든벨 울린 이예지(당시 1학년) 것과 · 2015준왕중왕 차석에 2위로 그쳐 차지한 학생이었다.
3. ↑  741회 방송분은 파업 직전의 강서은 전 아나운서의 대신 빈자리로 인하여, 정식 새 패널이 아닌 임시 패널로 출연했다.
4. ↑  첫 진행시 아쉽게 이름을 부르지 않았으며, 첫진행시 고지를 알리지 못했다.
5. ↑  재 진행시 아쉽게 이름을 부르지 않았으며, 재진행시 고지를 알리지 못했다.
6. ↑  KBS의 내부 사정으로 인하여 당분간 주 7일로 진행한다고 밝혔다.